# Unione dei comuni montani Amiata Grossetana
L'Unione dei comuni montani Amiata Grossetana è una delle tre unione di comuni montani della provincia di Grosseto, formata dai comuni di Arcidosso, Castel del Piano, Castell'Azzara, Roccalbegna, Santa Fiora, Seggiano e Semproniano.

## Storia
L'Unione dei comuni montani Amiata Grossetana nasce il 20 settembre 2011 con l'atto costitutivo firmato dai sindaci dei comuni di Arcidosso, Castel del Piano, Castell'Azzara, Cinigiano, Roccalbegna, Santa Fiora, Seggiano e Semproniano, al fine di sostituire la Comunità montana Amiata Grossetano, che sarà dichiarata estinta con decreto n. 211 del presidente della Giunta regionale della Toscana del 1º dicembre 2011. Dal 1º gennaio 2012 l'Unione dei comuni è quindi succeduta a tutti gli effetti nei beni, nei rapporti attivi e passivi alla comunità montana.
Nel 2015 il comune di Cinigiano esprime la volontà di lasciare l'unione dei comuni, con l'uscita che diviene effettiva a partire dal 1º gennaio 2016.

## Amministrazione

### Sede
La sede istituzionale dell'unione è nel comune di Arcidosso, presso l'ex colonia montana di San Lorenzo, dove si svolgono le adunanze degli organi elettivi e collegiali. Tuttavia lo statuto prevede che possano riunirsi anche in altre sedi dei comuni che compongono l'unione.

### Presidenti
| Presidente       | Periodo         | Periodo        | Comune           | Note              |
| Presidente       | Inizio          | Fine           | Comune           | Note              |
| ---------------- | --------------- | -------------- | ---------------- | ----------------- |
| Franco Ulivieri  | 3 novembre 2011 | 30 giugno 2014 | —                | [ 4 ]             |
| Claudio Franci   | 30 giugno 2014  | 22 giugno 2015 | Castel del Piano | [ 5 ]             |
| Jacopo Marini    | 6 luglio 2015   | 24 giugno 2019 | Arcidosso        | [ 6 ] [ 7 ] [ 8 ] |
| Massimo Galli    | 24 giugno 2019  | 24 giugno 2021 | Roccalbegna      | [ 8 ]             |
| Daniele Rossi    | 24 giugno 2021  | 26 giugno 2023 | Seggiano         | [ 9 ]             |
| Luciano Petrucci | 26 giugno 2023  | in carica      | Semproniano      | [ 10 ]            |